# Czesław Żuławski
Czesław Żuławski (ur. 17 stycznia 1923 w Drohobyczu, zm. 1 października 1994 w Krakowie) — doc. dr. inż geodeta, żołnierz Armii Krajowej.
Studia na Wydziale Inżynierii Lądowej Politechniki Krakowskiej ukończył w 1951. W 1950 podjął pracę w Akademii Górniczo-Hutniczej w Krakowie. W 1961 uzyskał stopień doktora nauk technicznych. Był m.in. prodziekanem Wydziału Geodezji Górniczej, dyrektorem Instytutu i kierownikiem Zakładu Rekultywacji. Opracował m.in. zasady przeliczania niemieckiej Klasyfikacji Punktowej na obowiązujące w Polsce normy klasyfikacyjne, metodę hydrologiczno-glebową do szacowania szkód i prognozowania w użytkach.
Był inicjatorem utworzenia w ramach Wydziału Geodezji AGH kierunku - Inżynieria Środowiska. Pracował na Wydziale Geodezji Górniczej i Inżynierii Środowiska AGH. Opublikował ponad 200 prac naukowo-badawczych w tym m.in. skrypty dla geodetów z przedmiotów przyrodniczych.
Odznaczony został Krzyżem Kawalerskim Orderu Odrodzenia Polski, Złotym Krzyżem Zasługi oraz Medalem 40-lecia Polski Ludowej.
Pochowana na cmentarzu wojskowym przy ul. Prandoty w Krakowie (kw. LXXXVI-15-45). 

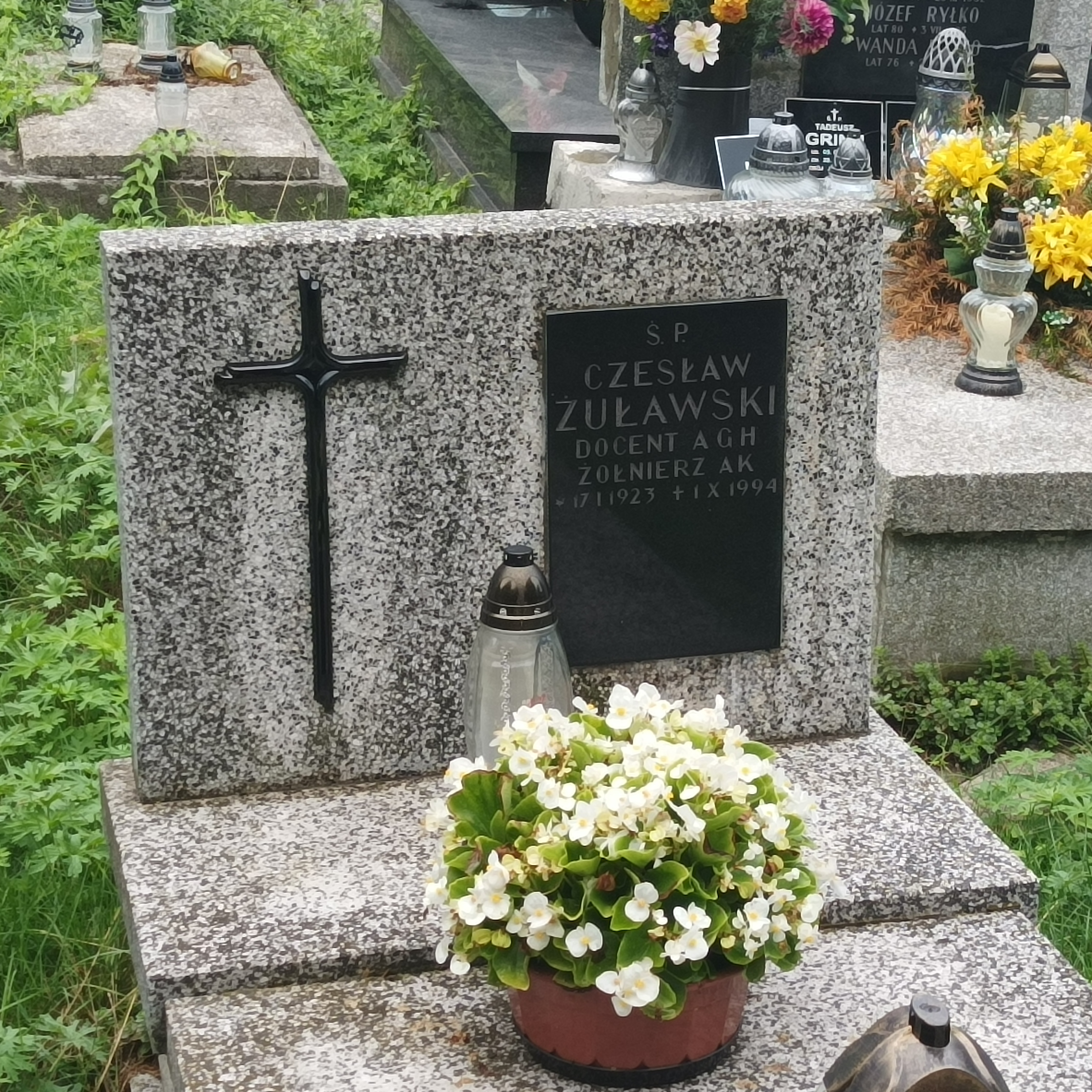
Grób doc. Czesława Żuławskiego na cmentarzu wojskowym przy ul. Prandoty w Krakowie